# Neonka červená
Neonka červená Paracheirodon axelrodi (Schultz, 1956) patří mezi jedny z nejoblíbenějších ryb chovaných v zajetí. Zároveň je to mírumilovná hejnovitá ryba, velice známá pro svůj charakteristický neonově modrý a červený pruh.

## Taxonomie
Paracheirodon axelrodi (Schultz, 1956)
Neonka červená byla objevena americkým ichtyologem Leonardem P. Schultzem v roce 1956 a čestně pojmenována po Herbertu R. Axelrodovi.

## Podrobný popis
Je zhruba 4–5 cm velká, má červený pruh podélně přes celou dolní polovinu těla od skřelí až po kořen ocasu. Po tomto pruhu získala české druhové označení. Modrozelený pruh je umístěn nad pruhem červeným a je třpytivý, hřbet je červenohnědý a na spodní části břicha můžeme vidět malou stříbřitě lesklou skvrnku. Ploutve jsou bezbarvé, jen první paprsky ploutví hřbetních, břišních a řitních ploutví jsou mléčné. Samci jsou štíhlejší než samice, které mohou být neznatelně plnější v bříšku.
U neonek červených se projevuje pohlavní dimorfismus. Samečci bývají štíhlejší než samičky. Rybky dorůstají maximální délky asi 4,5 cm, obvykle však méně.

## Výskyt

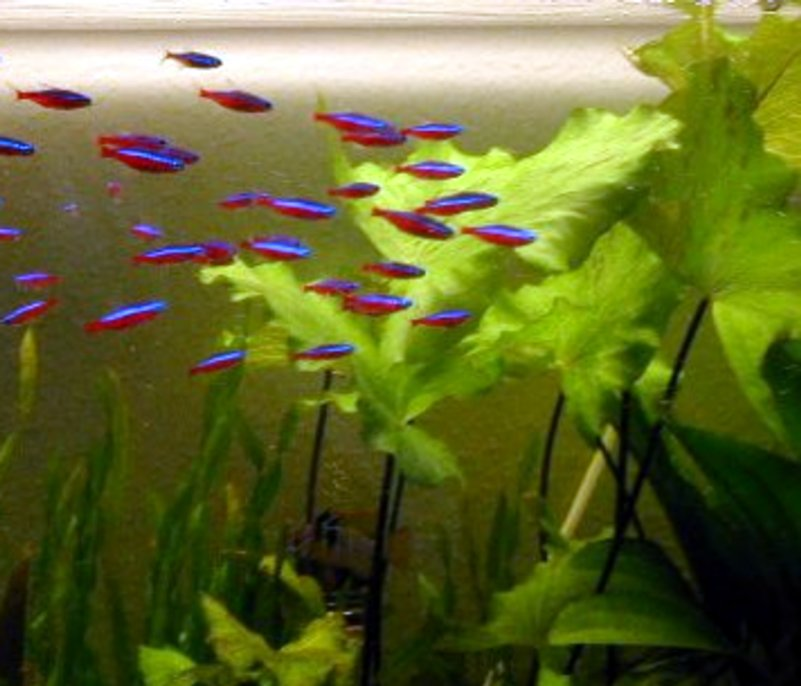
Hejno neonek červených v akváriu

Jižní Amerika – horní tok řek Rio Negro a Rio Orinoco. Žijí v tmavých vodách, v závislosti na jednotlivých oblastech se může vyskytovat drobná odchylka v barevných variacích – například zlatá forma (Rio Orinoco), běžně prodávaná  forma se nachází v Rio Negro.
Neonkám červeným se daří ve vodě o teplotě 23–25 °C a v mírně kyselé vodě o hodnotě pH 4,0–6,0. Tvrdost vody se uvádí okolo 10 °dGH.

## Potrava
Neonka červená se živí korýši, drobnými bezobratlými, řasami, perloočkami, klanonožci, vířníky a mohou také požírat zbytky těl jiných mrtvých ryb. V zajetí je lze krmit i vločkovaným krmivem.

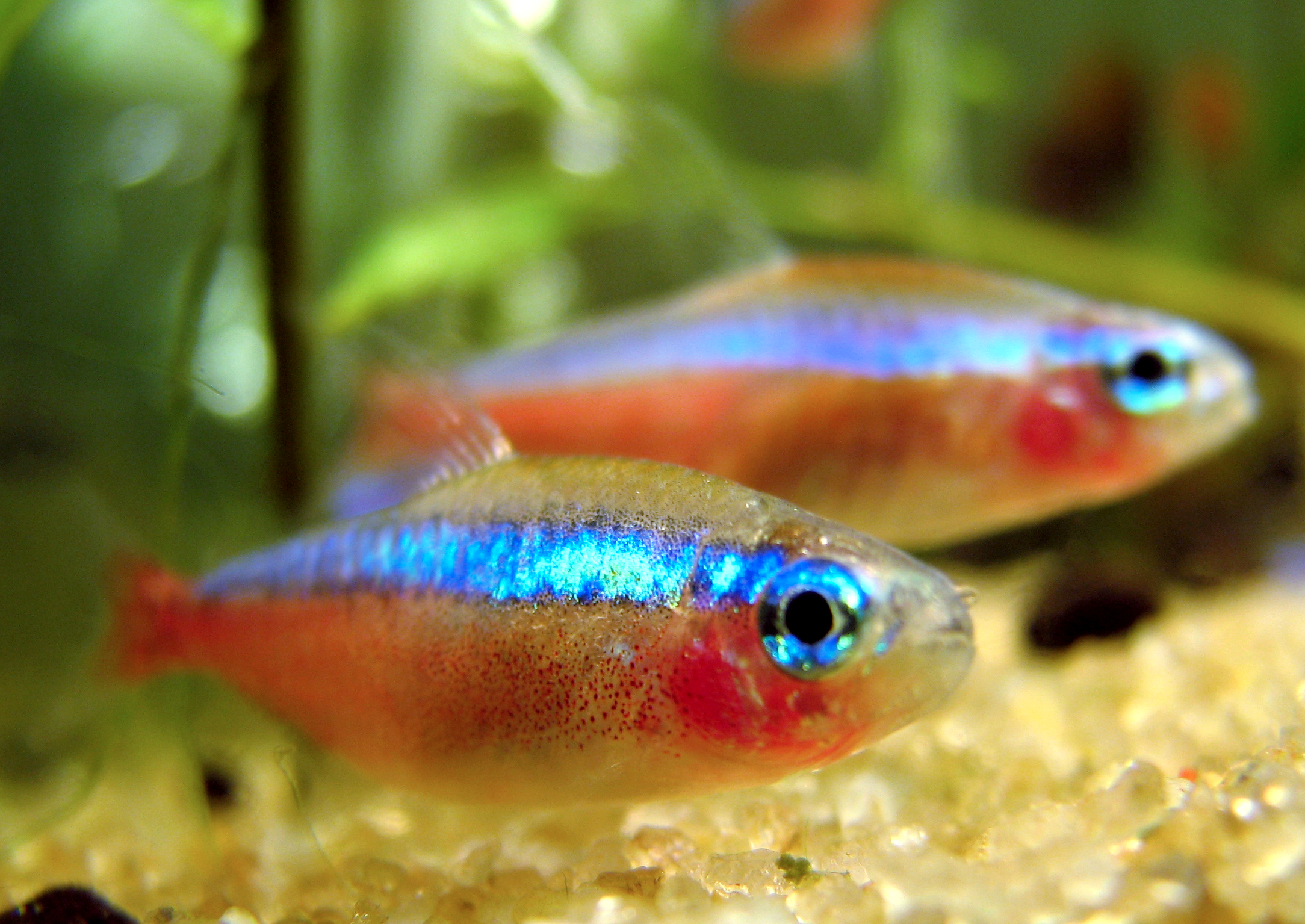
Neonky červené po probuzení s ještě patrným nočním zbarvením

## Rozmnožování
Ve svém přirozeném prostředí se třou v období dešťů, kdy putují ve velkých hejnech proti proudu.
Samec pak pronásleduje samici do drobného rostlinného porostu, samice ho nechá plavat vedle sebe a následně vypouští jikry, které samec oplodní. Samice může vypustit až 500 jiker, které padají na dno, některé se přichytí na rostliny. Jikry jsou citlivé na světlo, úspěšně se jikra může vylíhnout pouze v zastíněném prostředí.
Pro tření v zajetí je třeba mít pH kolem 5,5–6, teplota kolem 24 °C a světlo by mělo být tlumené. Plůdek se líhne po 3–4 dnech, ryby dospívají pohlavně v 9 měsících.

## Význam
Tento druh je jeden z nejoblíbenějších v celém akvarijním světě pro své výrazné barvy, klidné chování a eleganci. Export těchto ryb je ekonomicky významný. Jejich export se neustále zvyšuje – v letech 1977–1981 bylo z přírody vyvezeno 12 až 17 milionů kusů ročně, během let 2002–2005 už bylo vyvezeno 100 milionů kusů ryb.